# 南知多町立大井小学校
南知多町立大井小学校（みなみちたちょうりつ おおいしょうがっこう）は、かつて愛知県知多郡南知多町大井字入道にあった町立小学校。 2022年（令和4年）4月1日に師崎小学校と統合され、南知多町立みさき小学校が設立された。

1873年（明治6年）の開校当時は大井学校のほかに視遠学校とも呼ばれ、現在も校門前には視遠橋と呼ばれる橋が架かっている。1999年公開の映画『学校の怪談4』では、大井小学校の校舎が第四作目の全景セットとして使用された。

## 歴史

### 年表
- 1873年（明治6年） - 知多郡大井村の利生院に第125番小学大井学校を創設[3]。ただし『六三制教育70周年記念 愛知県小中学校誌』は1874年5月創立としている[2]。
- 1883年（明治16年） - 知多郡第50学区公立小学校大井学校と改称[3]
- 1887年（明治20年） - 愛知県知多郡第43号学区大井尋常小学校と改称。片名分校を設置[3]
- 1889年（明治22年） - 現師崎支所に校舎新築[3]
- 1892年（明治25年） - 大井村立大井尋常小学校と改称。片名分校が独立し片名尋常小学校と改称[3]
- 1900年（明治33年） - 大井村立大井尋常高等小学校と改称[3]
- 1910年（明治43年） - 大井尋常高等小学校と片名尋常小学校が合併し、知多郡師崎町の師崎第一尋常高等小学校と改称。片名分校設置[3]
- 1941年（昭和16年） - 師崎町立大井国民学校と改称[3]
- 1947年（昭和22年） - 師崎町立大井小学校と改称[3]
- 1961年（昭和36年） - 南知多町の発足により南知多町立大井小学校と改称[3]
- 1963年（昭和38年） - 片名分校廃止[3]
- 2022年（令和4年）3月31日 - 閉校。

### 児童数の変遷
『愛知県小中学校誌』（2018年）によると、児童数の変遷は以下の通りである。
| 1947年（昭和22年） | 524人 |  |
| 1957年（昭和32年） | 551人 |  |
| 1967年（昭和42年） | 379人 |  |
| 1977年（昭和52年） | 296人 |  |
| 1987年（昭和62年） | 295人 |  |
| 1997年（平成9年）  | 197人 |  |
| 2007年（平成19年） | 151人 |  |
| 2017年（平成29年） | 81人  |  |

## 通学区域
- 愛知県知多郡南知多町[4]
  - 大井
  - 片名（字新師崎、字黒地を除く）